# Bayerischer Volkshochschulverband

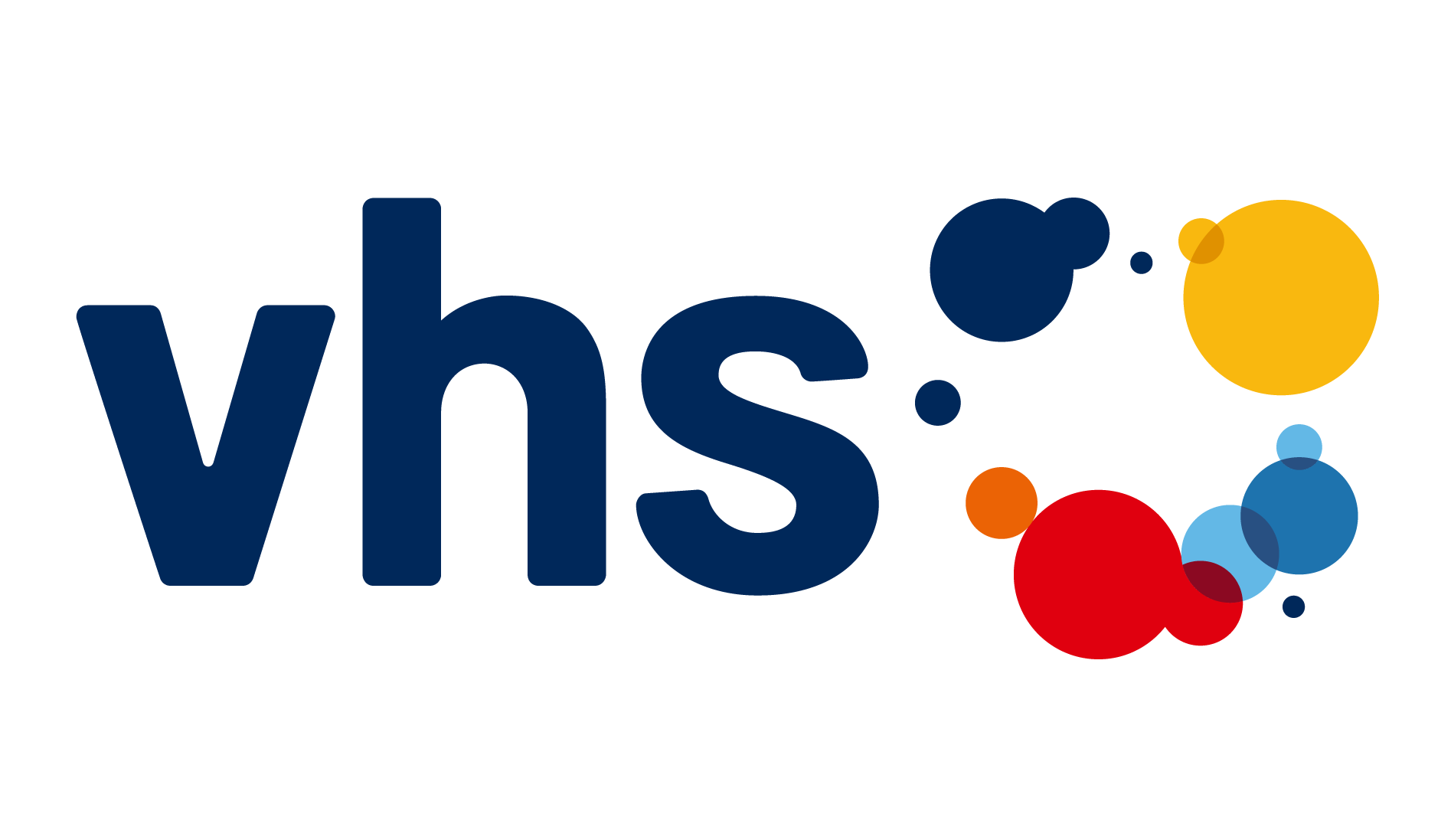
Logo des Deutschen und auch des Bayerischen Volkshochschulverbandes

Der Bayerische Volkshochschulverband e.V. (kurz: bvv) ist der Dachverband aller Volkshochschulen in Bayern. Die Dachorganisation der Volkshochschulverbände der Bundesländer ist der Deutsche Volkshochschul-Verband.

## Geschichte
Die nach dem 2. Weltkrieg wieder gegründeten Volkshochschulen beschlossen am 15. September 1946 in Erlangen die Gründung des „Bayerischen Landesverbandes für freie Volksbildung“, die ein Jahr später in Rothenburg ob der Tauber vollzogen wurde. Ende 1947 existierten bereits (wieder) 88 Volkshochschulen in Bayern. 
Heute gehören dem Bayerischen Volkshochschulverband e. V. (bvv) rund 160 Volkshochschulen mit über 1.000 Betriebsstätten in ganz Bayern an. 2023 waren dies über 154.742 Volkshochschulangebote für rund 2.089.829 Menschen – neben Ausstellungen, Vortrags- und Kulturveranstaltungen zumeist Seminare und Kurse.
Der Verband hat seinen Sitz mit eigenem Seminarzentrum in München. Er unterstützt die bayerischen Volkshochschulen auf der inhaltlichen, politischen wie der juristischen Ebene. 
Die bayerischen Volkshochschulen erfüllen als kommunale Erwachsenenbildungseinrichtungen einen öffentlichen Bildungsauftrag. Sie sind überkonfessionell, überparteilich und dienen als Ort von Bildung und Begegnung.

## Juristische Grundlagen für die Arbeit des Bayerischen Volkshochschulverbands
In seiner Arbeit stützt sich der Bayerische Volkshochschulverband auf die bayerische Verfassung und das Gesetz zur Förderung der Erwachsenenbildung in Bayern.
In Bayern ist die Erwachsenenbildung in der Verfassung verankert. Sie ist Teil der Gemeindeordnung für den Freistaat Bayern und darüber hinaus durch das Gesetz zur Förderung der Erwachsenenbildung staatlich verbürgt.